# 34-й меридіан східної довготи
34-й меридіан східної довготи — лінія довготи, що лежить на 34 градусів східніше Гринвіцького меридіана. Вона проходить від Північного полюса через Північний Льодовитий океан, Європу, Азію, Африку, Індійський океан, Південний океан та Антарктиду до Південного полюса.
34-й меридіан східної довготи формує велике коло разом із 146-тим меридіаном західної довготи.

## Список географічних об'єктів, що перетинає 34° сх. д.
Починаючи на Північному полюсі та рухаючись до Південного полюса, 34-й меридіан східної довготи проходить через:
| Координати                                                 | Країна, територія або море | Примітки |
| ---------------------------------------------------------- | -------------------------- | --- |
| 90°0′ пн. ш. 34°0′ сх. д. / 90.000° пн. ш. 34.000° сх. д.  | Північний Льодовитий океан | |
| 80°16′ пн. ш. 34°0′ сх. д. / 80.267° пн. ш. 34.000° сх. д. | Баренцове море             | Проходить східніше острова Квітьойя, Шпіцберген, Норвегія                                                                                     |
| 69°22′ пн. ш. 34°0′ сх. д. / 69.367° пн. ш. 34.000° сх. д. | Росія                      | Проходить через острів Кильдин та Кольський півострів                                                                                         |
| 66°41′ пн. ш. 34°0′ сх. д. / 66.683° пн. ш. 34.000° сх. д. | Біле море                  | Кандалакська затока |
| 66°13′ пн. ш. 34°0′ сх. д. / 66.217° пн. ш. 34.000° сх. д. | Росія                      | |
| 52°12′ пн. ш. 34°0′ сх. д. / 52.200° пн. ш. 34.000° сх. д. | Україна                    | Сумська область Полтавська область — проходить через Гадяч Дніпропетровська область Херсонська область Крим — проходить західніше Сімферополя |
| 44°24′ пн. ш. 34°0′ сх. д. / 44.400° пн. ш. 34.000° сх. д. | Чорне море                 | |
| 41°59′ пн. ш. 34°0′ сх. д. / 41.983° пн. ш. 34.000° сх. д. | Туреччина                  | |
| 36°16′ пн. ш. 34°0′ сх. д. / 36.267° пн. ш. 34.000° сх. д. | Середземне море            | |
| 35°27′ пн. ш. 34°0′ сх. д. / 35.450° пн. ш. 34.000° сх. д. | Кіпр                       | Проходить через півострів Карпас на острові Кіпр                                                                                              |
| 35°19′ пн. ш. 34°0′ сх. д. / 35.317° пн. ш. 34.000° сх. д. | Середземне море            | |
| 35°4′ пн. ш. 34°0′ сх. д. / 35.067° пн. ш. 34.000° сх. д.  | Кіпр                       | |
| 34°59′ пн. ш. 34°0′ сх. д. / 34.983° пн. ш. 34.000° сх. д. | Середземне море            | |
| 31°12′ пн. ш. 34°0′ сх. д. / 31.200° пн. ш. 34.000° сх. д. | Єгипет                     | Проходить через Синайський півострів |
| 27°53′ пн. ш. 34°0′ сх. д. / 27.883° пн. ш. 34.000° сх. д. | Червоне море               | |
| 27°31′ пн. ш. 34°0′ сх. д. / 27.517° пн. ш. 34.000° сх. д. | Єгипет                     | Проходить через острів Шадван[en] |
| 27°28′ пн. ш. 34°0′ сх. д. / 27.467° пн. ш. 34.000° сх. д. | Червоне море               | |
| 26°52′ пн. ш. 34°0′ сх. д. / 26.867° пн. ш. 34.000° сх. д. | Єгипет                     | |
| 22°0′ пн. ш. 34°0′ сх. д. / 22.000° пн. ш. 34.000° сх. д.  | Бір-Тавіль                 | Проходить через територію Бір-Тавіль, на яку не претендує жодна країна                                                                        |
| 21°46′ пн. ш. 34°0′ сх. д. / 21.767° пн. ш. 34.000° сх. д. | Судан                      | |
| 9°30′ пн. ш. 34°0′ сх. д. / 9.500° пн. ш. 34.000° сх. д.   | Південний Судан            | |
| 8°30′ пн. ш. 34°0′ сх. д. / 8.500° пн. ш. 34.000° сх. д.   | Ефіопія                    | |
| 7°24′ пн. ш. 34°0′ сх. д. / 7.400° пн. ш. 34.000° сх. д.   | Південний Судан            | |
| 4°13′ пн. ш. 34°0′ сх. д. / 4.217° пн. ш. 34.000° сх. д.   | Кенія                      | Проходить через крайню північно-західну точку країни — приблизно на 1 км                                                                      |
| 4°13′ пн. ш. 34°0′ сх. д. / 4.217° пн. ш. 34.000° сх. д.   | Уганда                     | |
| 0°14′ пн. ш. 34°0′ сх. д. / 0.233° пн. ш. 34.000° сх. д.   | Кенія                      | |
| 0°0′ пн. ш. 34°0′ сх. д. / 0.000° пн. ш. 34.000° сх. д.    | Озеро Вікторія             | |
| 0°26′ пд. ш. 34°0′ сх. д. / 0.433° пд. ш. 34.000° сх. д.   | Кенія                      | Проходить через острів Мфангано[en] |
| 0°29′ пд. ш. 34°0′ сх. д. / 0.483° пд. ш. 34.000° сх. д.   | Озеро Вікторія             | |
| 1°6′ пд. ш. 34°0′ сх. д. / 1.100° пд. ш. 34.000° сх. д.    | Танзанія                   | |
| 9°30′ пд. ш. 34°0′ сх. д. / 9.500° пд. ш. 34.000° сх. д.   | Озеро Ньяса                | |
| 10°3′ пд. ш. 34°0′ сх. д. / 10.050° пд. ш. 34.000° сх. д.  | Малаві                     | |
| 14°29′ пд. ш. 34°0′ сх. д. / 14.483° пд. ш. 34.000° сх. д. | Мозамбік                   | |
| 25°1′ пд. ш. 34°0′ сх. д. / 25.017° пд. ш. 34.000° сх. д.  | Індійський океан           | |
| 60°0′ пд. ш. 34°0′ сх. д. / 60.000° пд. ш. 34.000° сх. д.  | Південний океан            | |
| 68°36′ пд. ш. 34°0′ сх. д. / 68.600° пд. ш. 34.000° сх. д. | Антарктида                 | Проходить через Землю Королеви Мод (претендує Норвегія)                                                                                       |